# Agam (Vorname)
Agam (hebräisch: אֲגַם) ist ein weiblicher Vorname.

## Herkunft und Bedeutung
Der Name bedeutet im Hebräischen See.

## Bekannte Namensträgerinnen
- Agam Darshi (* vor 1990), kanadische Schauspielerin
- Agam Rudberg (* 1986), israelische Schauspielerin